# Vasili Shaptsiaboi
Vasili Shaptsiaboi (10 de noviembre de 1979) es un deportista bielorruso que compitió en atletismo adaptado, ciclismo adaptado, esquí de fondo adaptado y biatlón adaptado.
Ganó dos medallas en los Juegos Paralímpicos de Verano, en los años 2000 y 2004, y seis medallas en los Juegos Paralímpicos de Invierno entre los años 2006 y 2014.

## Palmarés internacional
| Juegos Paralímpicos | Juegos Paralímpicos | Juegos Paralímpicos | Juegos Paralímpicos |
| Año                 | Lugar               | Medalla             | Prueba              |
| ------------------- | ------------------- | ------------------- | ------------------- |
| 2000                | Sídney (Australia)  | Medalla de bronce   | 4 × 400 m T13       |

| Juegos Paralímpicos | Juegos Paralímpicos | Juegos Paralímpicos | Juegos Paralímpicos           |
| Año                 | Lugar               | Medalla             | Prueba                        |
| ------------------- | ------------------- | ------------------- | ----------------------------- |
| 2004                | Atenas (Grecia)     | Medalla de oro      | Ruta/Contrarreloj tándem B1-3 |

| Juegos Paralímpicos | Juegos Paralímpicos | Juegos Paralímpicos | Juegos Paralímpicos       |
| Año                 | Lugar               | Medalla             | Prueba                    |
| ------------------- | ------------------- | ------------------- | ------------------------- |
| 2006                | Turín (Italia)      | Medalla de plata    | 10 km discapacidad visual |
| 2006                | Turín (Italia)      | Medalla de bronce   | 20 km discapacidad visual |
| 2010                | Vancouver (Canadá)  | Medalla de bronce   | 20 km discapacidad visual |

| Juegos Paralímpicos | Juegos Paralímpicos | Juegos Paralímpicos | Juegos Paralímpicos             |
| Año                 | Lugar               | Medalla             | Prueba                          |
| ------------------- | ------------------- | ------------------- | ------------------------------- |
| 2010                | Vancouver (Canadá)  | Medalla de bronce   | 3 km persecución (disc. visual) |
| 2014                | Sochi (Rusia)       | Medalla de bronce   | 7,5 km discapacidad visual      |
| 2014                | Sochi (Rusia)       | Medalla de bronce   | 12,5 km discapacidad visual     |